# Gerald Green
Gerald Green (nascut el 26 de gener de 1986 a Houston, Texas) és un jugador de bàsquet professional estatunidenc que juga com a escorta als Indiana Pacers de l'NBA. Mesura 2,03 metres i pesa 91 quilos.
Va ser seleccionat en 18a posició del draft de l'NBA del 2005. Aquesta temporada (2006) ha promitjat més de deu punts per partit i ha guanyat el concurs d'esmaixades de l'NBA celebrat a l'All-Star de Las Vegas.